# Durandé
Durandé este un oraș în Minas Gerais (MG), Brazilia.